# Nanofiltrazione
La nanofiltrazione (NF) è un processo di separazione a membrana utilizzata per il trattamento di liquidi (tra cui l'acqua) con una bassa percentuale di solidi sospesi. Viene utilizzata in operazioni di addolcimento (rimozione di cationi polivalenti) e in altre applicazioni che riguardano il trattamento delle acque reflue.. La metodica della nanofiltrazione si differenzia dagli altri tipi di separazione a membrana dal diametro nominale dei pori presenti nel mezzo filtrante, che in genere vanno da 10−7 a 10−9 metri. Le membrane nanofiltranti (NF) compongono la quarta classe di membrane pressure-driven, dopo le membrane microfiltranti, ultrafiltranti e per osmosi inversa. Hanno un molecular weight cut-off (MWCO) che va dai 200 ai 1000 Dalton, che corrisponde a porosità delle dimensioni di circa 0,5 – 2 nm. Nella maggior parte dei casi, queste membrane sono cariche negativamente in ambienti alcalini o neutri, mentre sono cariche positivamente in ambienti acidi. I tre meccanismi dominanti il funzionamento delle membrane NF sono l’ingombro sterico, l’esclusione elettrostatica e l’esclusione dielettrica.
Le membrane sono costituite da diversi elementi chiamati “moduli”, “vessels” o “stacks” a seconda del tipo di sistema e delle applicazioni, e possono avere diverse geometrie: fogli piatti, fibre capillari, fibre vuote, tubi, spirali etc. La forma della membrana determina la sua densità di impaccamento, ovvero quanta superficie può essere allocata in un determinato volume: al crescere della densità di impaccamento, diminuisce lo spazio all’interno del modulo per altre funzioni come, ad esempio, l’allontanamento dei materiali respinti dalla membrana, con conseguente rischio di sporcamento (fouling).
Il rendimento di una membrana viene definito attraverso la sua efficienza di rigetto:
{\displaystyle R=1-{\frac {C_{p}}{C_{f}}}}
dove {\displaystyle C_{p}} è la concentrazione del permeato, mentre {\displaystyle C_{f}} è la concentrazione del flusso in ingresso alla membrana.

## Applicazioni
Negli anni, le membrane nanofiltranti e ad osmosi inversa hanno trovato un’importanza sempre maggiore nella purificazione di acque non potabili e per il riutilizzo delle acque in molti tipi di industria: dall’agricoltura (prodotti caseari, produzione dello zucchero, olii e grassi) all’industria chimica, farmaceutica e petrolchimica, da quella tessile a quella della carta. L’obiettivo che le accomuna è quello di chiudere il ciclo delle acque, garantendo il riutilizzo delle acque di scarto e delle acque municipali, eliminando così gli sprechi: si stima che entro il 2050 il numero di eventi di siccità a livello mondiale crescerà di cinque volte rispetto alla situazione attuale; pertanto, il recupero delle acque avrà un ruolo sempre più essenziale negli anni a venire.
La filtrazione delle acque ha come obiettivo quello di eliminare gli inquinanti dissolti e di garantire e modulare una parziale trasmissione di sali. Le membrane a osmosi inversa hanno tassi di rigetto maggiori rispetto alle membrane nanofiltranti e richiedono pressioni più elevate proprio per via della loro bassa permeabilità: ne consegue che gli impianti di filtrazione che sfruttano le membrane ad osmosi inversa necessitano di maggiore energia per operare; pertanto, anche i costi risultano più elevati. Un ulteriore vantaggio nell’utilizzo di membrane nanofiltranti risiede nella possibilità di permettere un passaggio parziale di sali come il carbonato di calcio, che può proteggere le tubazioni metalliche rallentandone i processi corrosivi. Al diminuire della grandezza dei pori, aumentano le perdite di carico associate al passaggio del mezzo filtrante, per cui la pressione che bisogna imporre ai capi della membrana (detta pressione transmembrana, in inglese TMP, Trans-Membrane Pressure) nel caso della nanofiltrazione è maggiore della pressione trasmembrana che si ha nelle operazioni di ultrafiltrazione e microfiltrazione, mentre è minore della pressione transmembrana che si ha nell'operazione di osmosi inversa. Per questo si rende necessario l'utilizzo di membrane più sottili. Nell'operazione di nanofiltrazione si raggiunge in genere una pressione transmembrana di circa 6-30 ata (pari a 200-300 psig).
Le membrane NF sono oggi utilizzate principalmente per la rimozione di minerali solvatati, metalli pesanti, solfati, nitrati, fluoruri e per la regolazione della durezza. Inoltre, sono di interesse le rimozioni di molecole organiche come pesticidi, agenti disinfettanti e scarti dell’industria farmaceutica. Per quanto riguarda le membrane nanofiltranti, le acque da purificare devono essere non-salmastre, poiché il tasso di rigetto di queste membrane per ioni sodio e cloro è molto basso.

## Fenomeni di trasporto[3][4]
Una membrana semipermeabile è un sottile strato di materiale capace di separare soluti a seconda delle loro proprietà chimiche o fisiche quando una driving force viene applicata attraverso la membrana stessa. La driving force può essere fisica, chimica o elettrica: le membrane pressure-driven sfruttano una differenza di pressione tra due diversi punti del sistema e sono state sviluppate su larga scala specialmente per il trattamento delle acque. Solitamente, le membrane pressure-driven vengono differenziate sulla base della grandezza media del materiale respinto.
A differenza delle membrane micro e ultrafiltranti, che sono porose e separano materiali alla micro e nanoscala, quelle nanofiltranti e a osmosi inversa sono dense: le NF separano dal solvente macromolecole, nanoparticelle e ioni di grandi dimensioni, mentre le membrane a osmosi inversa separano sali semplici e composti organici a basso peso molecolare.
Per descrivere i fenomeni di trasporto attraverso le membrane nanofiltranti esistono essenzialmente due gruppi di modelli:
- modelli “black-box”, basati sulla termodinamica dei processi irreversibili, che ignorano completamente la struttura della membrana; sono molto utili quando non si conosce la geometria del problema, anche se la quantità di informazioni che è possibile ricavare è ridotta
- modelli basati sui parametri strutturali e chimico-fisici della membrana;

### Modelli basati sulla termodinamica dei processi
- modello di Kedem – Katchalsky:

descrive il flusso di solvente e il flusso di soluto per una soluzione acquosa con un solo soluto
{\displaystyle J_{solvent}=L_{P}\left(\Delta p-\sigma _{i}\Delta \pi \right)}
{\displaystyle J_{solute}=P_{i}\Delta c_{i}+\left(1-\sigma _{i}\right)\ {\bar {c_{i}}}\ J_{solvent}}
dove {\displaystyle L_{P}} è la permeabilità del solvente, {\displaystyle \Delta p} la differenza di pressione, {\displaystyle \sigma _{i}} la frazione di soluto respinta dalla membrana, {\displaystyle \Delta \pi } la differenza di pressione osmotica dell’acqua attraverso la membrana, {\displaystyle P_{i}} la permeabilità del soluto e {\displaystyle c_{i}} la concentrazione del soluto.
- modello di Spiegler – Kedem:

descrive i flussi per alte differenze di concentrazione tra ciò che permea e ciò che non riesce a passare attraverso la membrana
{\displaystyle J_{solute}=-P^{\prime }\left({\frac {dc_{i}}{dx}}\right)+\left(1-\sigma _{i}\right)\ {\bar {c_{i}}}\ J_{solvent}}
con {\displaystyle P^{\prime }} la permeabilità locale di soluto {\displaystyle \left(P^{\prime }=P_{i}\Delta x\right)}, {\displaystyle c_{i}} la concentrazione del soluto e {\displaystyle \sigma _{i}} la frazione di soluto respinta dalla membrana.

### Modelli basati sui parametri di membrana
- modello SHP (Steric Hindrance Pore):

dà una descrizione delle proprietà delle membrane rispetto a due parametri chiave: il raggio dei pori r_p e il rapporto tra porosità e spessore di membrana {\displaystyle {\frac {A_{k}}{l}}}. Tramite il modello SHP è possibile calcolare la frazione di soluto respinta e la permeabilità nel caso in cui il sistema consista di un singolo soluto neutro
{\displaystyle \sigma _{i}=1-H_{F}S_{F}}
{\displaystyle P_{i}=H_{D}S_{D}D_{i}\left({\frac {A_{k}}{l}}\right)}
con {\displaystyle H_{F}} e {\displaystyle H_{D}} due parametri sterici relativi ai fattori di correzione alle pareti nei coefficienti di convezione e diffusione e {\displaystyle S_{F}} ed {\displaystyle S_{D}} i coefficienti di distribuzione nelle condizioni di convezione e diffusione. {\displaystyle D_{i}} è la diffusività del soluto nel solvente
- modello di Hagen - Poiseuille:

descrive un flusso di solvente puro attraverso pori cilindrici uniformi senza significativi gradienti di concentrazione attraverso la membrana
{\displaystyle J_{solvent}={\frac {\epsilon r_{p}^{2}\Delta p}{\Delta \mu \tau l}}}
Secondo questo modello, la viscosità {\displaystyle \Delta \mu } è l’unico parametro del solvente che influenza la permeazione. {\displaystyle \epsilon } è la porosità, {\displaystyle r_{p}} il raggio dei pori, {\displaystyle l} lo spessore della membrana e {\displaystyle \tau } il fattore di tortuosità. Nonostante sia usato per membrane porose, questo modello può talvolta essere usato anche per membrane NF.
- modello di Teorell - Meyer - Sievers:

descrive le proprietà elettriche delle membrane assumendo una distribuzione radiale uniforme di cariche fisse e specie mobili. Per un elettrolita con rapporto stechiometrico 1:1 (ad esempio {\displaystyle {\ce {NaCl}}}) i parametri di membrana sono dati da:
{\displaystyle \sigma _{i}=1-{\frac {2}{\left(2\alpha -1\right)\xi +\left(\xi ^{2}+4\right)^{1/2}}}}
{\displaystyle P_{i}=D_{i}\left(1-\sigma _{i}\right)\left({\frac {A_{k}}{l}}\right)}
con {\displaystyle \alpha ={\frac {D_{cat}}{D_{cat}+D_{an}}}}, dove {\displaystyle D_{cat}} e {\displaystyle D_{an}} sono le diffusività di catione e anione, e {\displaystyle \xi ={\frac {X}{c_{i}}}} dove {\displaystyle X} è la densità di carica fissata e {\displaystyle c_{i}} la concentrazione del soluto.
- modello di Bowen-Mukhtar:

discende direttamente dall’equazione di Nernst-Planck per il trasporto ionico. In questo caso la driving force non è solamente una differenza di pressione ma anche un potenziale elettrico. Il modello si basa su alcune ipotesi:
1. la membrana è un insieme di pori cilindrici di raggio {\displaystyle r_{p}} e lunghezza {\displaystyle l}
2. la densità di carica {\displaystyle X} è costante per tutta la membrana
3. le dimensioni degli ioni e dei soluti non ionici sono espresse tramite il raggio di Stokes {\displaystyle r_{i}}
4. il flusso di soluto e solvente, le concentrazioni e il potenziale elettrico sono tutte grandezze definite in termini di quantità mediate radialmente

{\displaystyle J_{solute}=-K_{i,d}D_{i}{\frac {dc_{i}}{dx}}+K_{i,c}c_{i,o}J_{solvent}-{\frac {z_{i}c_{i,o}K_{i,d}D_{i}}{RT}}F{\frac {d\Psi }{dx}}}
dove {\displaystyle z_{i}} è la valenza dello ione, {\displaystyle F} la costante di Faraday, {\displaystyle {\frac {d\Psi }{dx}}} il gradiente di potenziale elettrico attraverso la membrana, e {\displaystyle K_{i,d}} e {\displaystyle K_{i,c}} i fattori di ingombro sterico per convezione e per diffusione. L’equazione ci dice che il flusso di soluto è influenzato da diffusione, convezione ed elettromigrazione. Per un soluto neutro, l’ultimo termine a destra può essere considerato trascurabile.
Riordinando i termini dell’equazione, si possono ottenere un’equazione differenziale per il gradiente di concentrazione e una per il gradiente di potenziale:
{\displaystyle {\frac {dc_{i}}{dx}}={\frac {J_{solute}}{K_{i,d}D_{i}}}\left(K_{i,c}c_{i,o}-c_{i,p}\right)-{\frac {z_{i}c_{i,o}}{RT}}F{\frac {d\Psi }{dx}}}
{\displaystyle {\frac {d\Psi }{dx}}={\frac {\sum _{i=1}^{n}{\frac {z_{i}\ J_{solute}}{K_{i,d}D_{i}}}\left(K_{i,c}c_{i,o}-c_{i,p}\right)}{{\frac {F}{RT}}\sum _{i=1}^{n}\left(z_{i}^{2}c_{i,o}\right)}}}
Noti i due gradienti è possibile determinare i parametri di membrana.

## Fenomeni di polarizzazione e fouling
Si definisce come fouling (sporcamento) l’accumulo di specie respinte dalla membrana all’interfaccia della membrana stessa; questo accumulo può portare a una diminuzione di efficacia del sistema di filtrazione. Nelle membrane pressure-driven, a causa del fouling è necessario un aumento della differenza di pressione affinché ci possa essere una separazione alla membrana. Nel caso di membrane il cui principio di funzionamento si basi su una differenza di potenziale, come per esempio le membrane per l’elettrodialisi, l’accumulo di specie cariche alle interfacce di membrana va a formare degli strati polarizzati che presentano un’elevata resistenza elettrica: ciò comporta, a parità di flusso, il bisogno di un maggiore apporto di energia per la separazione.
È possibile trovare, attraverso un bilancio di massa semplificato sullo strato di fouling, un’espressione per il flusso limitante di permeato:
{\displaystyle J_{lim}={\frac {D}{\delta _{cp}}}ln\left({\frac {c_{wall,lim}}{c_{bulk}}}\right)}
L’equazione mostra come il flusso limitante dipenda dal coefficiente di diffusione del soluto, dallo spessore dello strato di fouling \delta_{cp}, dalla concentrazione del soluto nel bulk e dalla concentrazione del soluto alla parete. Il flusso limitante decresce con D, che cresce al diminuire delle dimensioni delle particelle: per nanoparticelle il flusso limitante di permeato assume un valore più alto rispetto a sospensioni con diametri più grandi.
Esistono due tipi di fouling: reversibile e irreversibile. Dopo molti cicli di utilizzo, le membrane vanno lavate per rimuovere gli strati di fouling reversibile, ma dopo un gran numero di utilizzi e di lavaggi l’accumulo è tale da rimanere in maniera permanente sulla membrana; quindi, i lavaggi devono essere progressivamente più aggressivi nel tempo.
Il tipo di sostanza utilizzata per pulire le membrane dipende dalla natura chimica dell’agente sporcante (foulant): i più comuni sono quelli organici, che tendono a formare strutture cross-linkate o ad adsorbire sulle superfici delle membrane. Il problema principale del biofouling è quello della possibile colonizzazione batterica in ambiente acquoso (ad esempio nel corpo umano o nei sistemi di filtrazione per l’acqua potabile). I foulant inorganici più comuni sono composti di calcio, magnesio e ferro, ovvero quegli elementi che, in determinate condizioni termodinamiche, tendono a favorire la formazione di idrossidi.
La resistenza alla permeazione è descritta dall’equazione di Kozeny:
{\displaystyle {\widehat {R_{c}}}={\frac {180\left(1-\epsilon _{c}\right)^{2}}{d_{p}^{2}\epsilon _{c}^{3}}}}
con {\displaystyle \epsilon _{c}} la porosità dello strato di fouling e {\displaystyle d_{p}} il diametro delle particelle che costituiscono lo strato. L’equazione mostra chiaramente come, al diminuire del diametro delle particelle, la resistenza alla permeazione aumenti.

## Tipologie di membrane NF

### Membrane polimeriche
Le membrane NF polimeriche più utilizzate sono film sottili poliammidici (PA), di polisulfone (PES) sintetizzati per polimerizzazione interfacciale (IP). Le poliammidi si ottengono per policondensazione da monomeri amminici e cloruri poliacilici all’interfaccia tra due solventi immiscibili, con, tipicamente, acido cloridrico come sottoprodotto. La polimerizzazione interfacciale viene generalmente fatta su una membrana di supporto in polisulfone (PES) immersa in soluzione acquosa contenente i monomeri di reazione, ad una temperatura che può variare dai 70 ai 90 °C. Le alte temperature servono a far densificare il polimerizzato. Il PES è uno dei materiali più studiati per la realizzazione di membrane grazie alle sue ottime proprietà meccaniche, ma la sua superficie deve essere funzionalizzata: a causa della loro idrofobicità, le membrane in PES permettono piccoli flussi e danno fouling molto facilmente.
Oltre alla polimerizzazione interfacciale, esiste anche la tecnica di inversione di fase (PI), ovvero la precipitazione di polimero da fase liquida. Per ottenere un’inversione di fase, si può lavorare per immersione in un bagno di acqua non-solvente, per colata a caldo di soluzione polimerica su film freddo oppure per evaporazione di solvente. Il primo metodo è il più utilizzato, in quanto è il più economico e semplice e permette di ottenere sia geometrie semplici (fogli) che complesse (fibre cave).
Esistono anche membrane multistrato ottenute per assemblamento layer-by-layer (LBL): questa tecnica prevede l’adsorbimento di specie polianioniche e policationiche alternate su un substrato poroso. Ogni layer aggiunto causa un’inversione di carica alla superficie e più strati portano alla formazione di un complesso stabilizzato da forti interazioni elettrostatiche. L’aggiunta di ogni strato è seguita da un risciacquo con acqua e una soluzione contenente lo stesso polielettrolita presente sull’ultimo strato, in modo da eliminare le specie che non sono state adsorbite correttamente. Il substrato viene scelto sulla base della porosità e della densità di carica che può ospitare. Tramite la tecnica LBL è possibile ottenere membrane con spessori nel range dei nanometri, ma sono ancora instabili e difficili da gestire.

### Membrane composite a film sottile (TFC)
Le membrane a film sottile possono essere anche composite; è possibile, infatti, incorporare dei nanomateriali nei layer polimerici tramite soluzioni acquose o organiche per modulare le proprietà di membrana. I nanomateriali inorganici più utilizzati a questo scopo sono il biossido di titanio ({\displaystyle {\ce {TiO2}}}), il biossido di silicio ({\displaystyle {\ce {SiO2}}}), l’argento e il biossido di zinco, ma sono state vagliate anche le forme allotropiche del carbonio (nanotubi, fullereni e grafene): l’aggiunta di queste specie migliora le performance di diversi sistemi di filtrazione a film sottile in termini di idrofilicità, rigetto di sali, proprietà meccaniche e di sporcamento. Esistono, infatti, delle funzionalizzazioni specifiche per membrane polimeriche anti-fouling: l’aggiunta di fullereni, argento o di biossido di titanio alle superfici delle membrane permette di ridurre o eliminare gli agenti di sporcamento biologici. L’argento e i fullereni hanno ottime proprietà antibatteriche, mentre il biossido di titanio è fotocatalitico: se irradiato, forma radicali idrossile che ossidano i foulant organici.
La funzionalizzazione tramite nanotubi di carbonio, oltre ad apportare proprietà battericide al sistema, ne migliora le proprietà meccaniche. Di recente, sono stati proposti degli studi sul grafene per la desalinizzazione di acque salmastre; di per sé, il grafene ha una struttura a impaccamento esagonale (honeycomb) impermeabile, ma, se funzionalizzata propriamente, possono essere introdotte delle porosità ingegnerizzate a seconda della selettività di soluto richiesta. La funzionalizzazione del grafene può essere fatta per bombardamento ionico, ossidazione selettiva o drogaggio.

### Membrane ceramiche
Le membrane ceramiche ad oggi presenti in commercio sono in allumina, zirconia o biossido di titanio. Normalmente, sono preparate per deposizione di nanoparticelle su un substrato e successiva calcinazione. I processi variano sulla base della metodologia con cui si arriva ai precursori nanoparticellari: quello più quotato per ottenere nanoparticelle ceramiche è il processo sol-gel, che consta di quattro step:
- dispersione in soluzione
- gelazione e deposito su substrato poroso
- essiccazione
- riscaldamento ad alte temperature

Più alta è la velocità di asciugatura, più densa è la membrana.
Questo processo ha delle limitazioni, in quanto le condizioni di reazione, le stechiometrie dei reagenti, la solubilità e la lavorabilità del gel finale sono difficilmente controllabili. Un’alternativa al processo sol-gel è la produzione di nanoparticelle di metalloceni facendo reagire minerali commercialmente disponibili (ad esempio la böhmite) con acidi carbossiliciLe proprietà fisiche dei metalloceni dipendono fortemente dal loro sostituente alchilico e si riescono a ottenere polveri che gelificano in soluzioni di idrocarburi o acqua: questo consente di avere un ottimo grado di controllo sui precursori. La solubilità dei metalloceni può essere variata in modo da renderli più compatibili con eventuali coreagenti. Questa tecnica è più economica per via del basso costo dei reagenti e maggiormente sicura grazie al fatto che non richiede solventi tossici.
È possibile sfruttare nanoparticelle e nanofili come template per membrane: si deposita su un substrato un nanomateriale che farà da stampo per un solido poroso. Ad esempio, depositando nanotubi di carbonio su un opportuno substrato e utilizzando nitruro di silicio come filler, è possibile ossidare selettivamente i nanotubi di carbonio per ottenere una membrana di {\displaystyle {\ce {Si3N4}}} che abbia la porosità desiderata.